# Grisaleña
Grisaleña település Spanyolországban, Burgos tartományban. Grisaleña Briviesca, Berzosa de Bureba, Fuentebureba, Zuñeda, Vallarta de Bureba és Quintanilla San García községekkel határos. Lakosainak száma 53 fő (2024).

## Népesség
A település népessége az utóbbi években az alábbiak szerint változott:
| Lakosok száma | 51   | 46   | 45   | 43   | 41   | 40   | 40   | 37   | 65   | 53   |
|               | 2001 | 2004 | 2006 | 2009 | 2011 | 2014 | 2016 | 2019 | 2021 | 2024 |